# Семёнов, Григорий Трофимович (полный кавалер ордена Славы)
Григорий Трофимович Семёнов (22 июня 1919, Городище — 22 февраля 1981, Черемшан) — участник Великой Отечественной войны, разведчик 34-й отдельной гвардейской разведывательной роты, 35-й гвардейской Лозовской Краснознаменной орденов Суворова и Богдана Хмельницкого стрелковой дивизии, 8-й гвардейской армии, 1-го Белорусского фронта, гвардии старший сержант.

## Биография
Родился 22 июня 1919 года в селе Городище ныне Дрожжановского района Республики Татарстан в крестьянской семье. Чуваш. Окончил строительный техникум. Работал прорабом в Дальводстроительстве в городе Ольга Приморского края.
В Красной Армии с июля 1941 года. На фронте в Великую Отечественную войну с декабря 1942 года. Член ВКП(б)/КПСС с 1942 года.
Разведчик 34-й отдельной гвардейской разведывательной роты 35-й гвардейской стрелковой дивизии гвардии красноармеец Григорий Семёнов 16 августа 1944 года у польского населённого пункта Гловачув, расположенного в 16-и километрах юго-западнее города Магнушев, уничтожил пулемёт противника вместе с расчётом и обнаружил несколько вражеских огневых точек.
За мужество и отвагу, проявленные в боях, 28 августа 1944 года гвардии красноармеец Семёнов Григорий Трофимович награждён орденом Славы 3-й степени (№ 94050).
В ночь на 23 августа 1944 года в том же районе Польши разведчик 34-й отдельной гвардейской разведывательной роты Семёнов подорвал автомашину противника с боеприпасами.
С 23 по 30 августа 1944 года Григорий Семёнов вместе с другими разведчиками истребил во вражеском тылу до двух десятков гитлеровцев и вырезал до четырёх километров телефонного кабеля.
За мужество и отвагу, проявленные в боях, 15 октября 1944 года гвардии красноармеец Семёнов Григорий Трофимович награждён орденом Славы 2-й степени (№ 4164).
14 января 1945 года разведчик 34-й отдельной гвардейской разведывательной роты (35-я гвардейская стрелковая дивизия, 8-я гвардейская армия, 1-й Белорусский фронт) гвардии старший сержант Григорий Семёнов во время прорыва вражеской обороны в районе польского населённого пункта Гловачув с тремя боевыми товарищами-разведчиками подорвал дзот противника вместе с находившимися в нём гитлеровцами. Разведчики добыли «языка» и захватили два пулемёта.
18 января 1945 года Семёнов с группой бойцов проник в тыл неприятеля и перекрыл пути его отхода, чем помог стрелковым подразделениям окружить и уничтожить до роты живой силы противника.
26 января 1945 года гвардии старший сержант Семёнов участвовал в преследовании отступавшего противника. У польского населённого пункта Оборники, расположенного в 25-и километрах севернее города Познань, разведчики уничтожили свыше двадцати гитлеровских пехотинцев, а одного захватили в плен.
Указом Президиума Верховного Совета СССР от 24 марта 1945 года за образцовое выполнение заданий командования в боях с немецко-фашистскими захватчиками гвардии старший сержант Семёнов Григорий Трофимович награждён орденом Славы 1-й степени (№ 534), став полным кавалером ордена Славы.
В 1945 году Г. Т. Семёнов демобилизован. Жил и работал в селе Никольское-на-Черемшане Мелекесского района Ульяновской области. Скончался 26 февраля 1981 года. Похоронен в селе Никольское на Черемшане Мелекесского района Ульяновской области.

## Награды
- Красного Знамени (приказ командующего 8 гвардейской армии от 28.02.1945 года)
- Отечественной войны 2-й степени (приказ командира 4-го гвардейского стрелкового корпуса от 11.08.1944 года)
- Орден Красной Звезды (приказ командира 35 гвардейской стрелковой дивизии от 31.03.1943 года)
- Орден Славы 1-й степени (указ Президиума Верховного Совета СССР от 24.03.1945 года)
- Орден Славы 2-й степени (приказ командующего 8 гвардейской армии от 15.10.1944 года)
- Орден Славы 3-й степени (приказ командира 35 гвардейской стрелковой дивизии от 28.08.1944 года)
- Медали

## Память
- В селе Никольское-на-Черемшане установлен Памятный камень с мемориальной табличкой[1].